# 臺灣族群
臺灣族群，是指居住在臺灣的各種族群的總稱，其可以概分為原住民族、漢族、滿族、蒙古族、回族、藏族，以及被統稱為「新住民」的新移民族群。其中，以漢族的人數和比例最多。目前主流對臺灣族群的分類方式，為1993年由林濁水與葉菊蘭正式提出之「四大族群」概念，包含原住民族、閩南（河洛）、客家、外省等4個族群；惟該分類存在著爭議，因為原住民族屬於南島民族，其他三大族群均屬於以漢族為主體者。
臺灣族群的融合或相互尊重，牽涉臺灣社區總體營造政策及國家政治前途的大方向爭議。在學界，傾向社群主義者，主張「融合」對社會生命共同體的重要性，此種主張指向未來臺灣「國民民族主義」或「國族主義」之建設。傾向自由主義者則主張「尊重」，此種主張指向未來臺灣「公民民族主義」或憲政自由主義之建設。兩種意見與西方1980年代後「社群主義」對比「自由主義」的辯論緊密相關。

## 歷史
臺灣族群，主要是包含原住民族與先後遷移自中國大陸的漢族、少數民族。2004年的一份對4062位民眾的調查結果中，1.4%為原住民族，漢族部分則包含閩南人約76.9%、客家人約10.9%、外省人約10%。1993年時若以所用母語區分，學者推估使用「閩南語」（73.3%）、「客家語」（12%）、「其他漢語方言」（13%）及「臺灣原住民語」（1.7%）。關於臺灣人口多寡的敘述所在多有，漢語分支中除了漢語通用語以外，閩南語是臺灣最具優勢的本土語言。根據2008年中華民國年鑑，臺灣大概有73%的人使用閩南語。

根據內政部統計處，截至2013年8月，臺灣原住民族人口數為53萬1435人（佔台灣人口總數的2.28%）。
但根據馬偕紀念醫院有日本血統的林媽利醫生在基因領域個人研究，他個人認為，臺灣的閩南人及客家人有不少是滿清時被迫漢化的平埔族，她於2007年的DNA研究顯示，全台各族群比率約為：閩南族群73.5％，客家人17.5％，1945年之後遷台的外省族群7.5％，原住民佔1.5％。但林媽利的研究有人质疑，人類學博士陳叔倬和西拉雅文化研究者段洪坤提出其研究存有數據前後矛盾、歸類標準有選擇性、歸類方法不準確等研究方法上的錯誤。

依據客家委員會2010年至2011年的客家人口基礎資料調查研究：在各大族群（單一自我認定）的分布上，「福佬人」占67.5%；「客家人」占13.6%；「中國大陸各省市人」占7.1%；「原住民」占1.8%；「中國大陸客家人」0.5%；「其他」（華僑、外國人、新移民等）0.5%；「不知道、無法回答、不願回答」1.4%，還有不認為自己屬於任何其他祖籍的「臺灣人」7.5%。2016年12月，客家委員會調查顯示，自我認定自己是客家人者，超過453萬人，占全臺灣人口約19.3%，較2011年調查結果增加33萬人，提升1.2%，此代表民眾客家自我認同的提升，但能夠講客語的比例則降至46.8%（212萬人）。

## 分類
1993年，民主進步黨立法委員林濁水與葉菊蘭正式提出「四大族群」的分類概念。經過多年，這一對於臺灣族群的區分說法，已是形成相當普遍的族群想像。學者王甫昌認為，四大族群的說法，是由三種相對性的族群類屬的區分所構成。第一種相對性的區分，是原住民與漢人的區分；第二種相對性的區分，是漢人中的外省人與本省人的區分；第三種相對性的區分，是本省人中的客家人與閩南人的區分。將這三種相對性的區分，放在同一平面上來思考，即形成臺灣社會中所謂之四大族群的說法。他認為，這種區分說法，容易使得人們對於族群性質的看法，落入本質論的窠臼。王氏亦認為，所謂之族群，並非團體，而是一套如何去區分人群的意識形態。
2025年5月11日，有網友發現，中華民國行政院將「台灣目前已設戶籍人口組成以漢人為最大族群，占總人口96.4％」改成了「台灣目前已設戶籍人口2.6％為原住民族群，另外來人口占1.2％，其餘人口占96.2％」。此舉被部分人士批評為「去中化、去漢族化」
行政院对此舉表示是爲了配合監委促進族群平權、消除族群歧視的目的。中國國民黨籍的趙少康批評民進黨「數典忘祖」，指出「『其餘』是用來形容少數的」。中華人民共和國國務院臺灣事務辦公室則質疑其「有何顏面面對列祖列宗」。

### 原住民族
在原住民族中，目前受到中華民國政府所認定之族群，有泰雅族、賽夏族、布農族、鄒族、邵族、排灣族、魯凱族、卑南族、阿美族、達悟族（雅美族）、噶瑪蘭族、太魯閣族、撒奇萊雅族、賽德克族、拉阿魯哇族、卡那卡那富族等16族。根據內政部統計處，截至2022年底原住民族人口數為58萬4,125人（佔臺灣人口總數的2.51%，該比重逐年上升）。

在不同的歷史時期，臺灣原住民族多是以其歸化統治者的程度，而受到了不同統治者的分類與管理。於清治時期時，清政府對於該族群的分類，是屬於政治性與文化性的分類。他們被稱呼為「番」，亦被分類為「生番」，或是「熟番」，或是「化番」。所謂的熟番，是指向清政府表示歸順之意，並且受漢人文化影響較為強烈的原住民；所謂的生番，則是指未向清政府表示歸順之意的原住民。於日治時期時，番改為「蕃」，也因地緣呼應期歸化程度，故以高砂族及平地的平埔族分類；於戰後時期，沿用日治分類，但改稱為「山胞」，且不再承認平埔族人之原住民身份，將高山族細分為「山地山胞」及「平地山胞」；近年為尊重各個族群已改稱為「原住民族」。目前政府所承認的族群有泰雅族、阿美族、布農族、卑南族、達悟族、排灣族、魯凱族、鄒族、邵族、賽夏族、噶瑪蘭族、太魯閣族、撒奇萊雅族、賽德克族、卡那卡那富族、拉阿魯哇族等十六個族群，其中主要皆來自過往高山族分類之族人，平埔族群則皆尚未被承認，故人口僅以官方定義計算。臺南市政府、花蓮縣富里鄉公所承認西拉雅族為「市定原住民族」、「鄉定原住民族」。

### 漢族與在台大陸少數民族
臺灣的漢族占總人口的97%，其中主要又分為閩南人（約73％）、客家人（約12％）、外省人（約13％）。漢族為臺灣閩南人（祖籍福建省泉州府、漳州府等，有時被稱為福佬人）、臺灣客家人（祖籍廣東省嘉應州、惠州府；福建省汀州府等）、臺灣外省人三類的漢族民系。

#### 閩南人（泉州人、漳州人）
閩南人是目前臺灣最大的族群，其占臺灣人口總數的七成以上。
該族群之祖籍，大多是源自閩南地區與潮汕地區。根據作為原居地的閩南地區的泉州府與漳州府，該族群又有泉州人與漳州人之分別。他們的語言以閩南語為主，依據泉漳口音融合程度的多寡大致分為偏漳南部通行腔（高雄市、臺南市、嘉義市、嘉義縣、屏東縣部分地區）、偏泉北部通行腔（臺北市、新北市、基隆市、桃園市部分地區、新竹市市區）、海口腔（沿海地區，如鹿港鎮、臺西鄉）、內埔腔（內陸地區，如宜蘭縣、南投縣）等。各腔差異性不大，在聲調上是相當一致。

#### 閩南人（潮州人）
潮州人，是指來自廣東省潮州府的族群。由於他們使用之潮州話，屬於閩南語的子方言。因此其族群認同多轉為閩南民系。

#### 客家人
客家人，是目前臺灣的第二大族群。該族群之祖籍，大多是源自粵東地區，以及部份閩南地區與閩西地區。早於17世紀時，即有他們在臺灣活動的蹤跡。1897年，任教於東京帝國大學史學科的德國籍猶太裔史學家路德維格·里斯，在由他所著之《福爾摩沙島史》（德語：Geschichte der Insel Formosa）中表示，在17世紀中葉時，荷蘭人即將客家人當作翻譯，來與原住民族部落中的頭目們溝通。他亦表示：「客家人也負責將福爾摩沙的物產與外界交易」。

依據行政院客家委員會2010年至2011年的調查，在《客家基本法》定義的條件下，臺灣的客家人占18.1%（具客家血緣或淵源，且認同為客家人者），約419.7萬人，其中新竹縣71.6%、苗栗縣64.6%是客家人。其次桃園市39.2%、花蓮縣31.7%、新竹市24.1%、屏東縣23.7%、臺東縣19.9%、臺中市16.4%、臺北市16.4%、南投縣16.0%、新北市14.1%、高雄市11.6%、基隆市10.0%，其餘縣市比例不足10%。客家人口數最多的縣市依序為桃園市（78.5萬人）、新北市（54.9萬人）及臺中市（43.6萬人）。

##### 福佬客
福佬客，是指不使用客家語，而使用閩南語的客家人，其族群認同多偏向閩南人。該族群先是從中國大陸的嘉應直隸州、惠州府、潮州府、汀州府等地方渡海來臺，而後因在臺灣的閩南人的人數優勢，使得其趨向閩南化，並且融入閩南族群之中。客家委員會於2004年舉辦「福佬客文化節」。該活動的地區，以福佬客最密集的雲林縣與彰化縣為重心，並且擴及宜蘭縣、南投縣、臺中縣。目前，較為年輕的福佬客，則多以中華民國國語為其主要使用語言。

#### 族群分布學說

##### 分類械鬥說
早期的族群分布，深受分類械鬥影響。以濁水溪為界，以北通常是以同一原鄉群為主，例如：閩客械鬥、泉漳械鬥，以南則常見以同一姓氏群性質的械鬥。客家人因分類械鬥失利退出平原（如臺北盆地）轉往丘陵居住，因分類械鬥得勝而住在平原（如美濃區）、海濱（如新屋區）。漳州移民主要居住在中部平原地帶、北部沿海地區及蘭陽平原；泉州移民主要居住在中部沿海地區、臺北盆地，南部則為泉漳混合區。故「泉州人居住在海濱，漳州人居住在內陸平原」的說法，僅在台灣中部地區符合此一分布。

##### 原鄉生活說
此說法認為泉州人在福建原鄉本來就住在海岸邊，漳州人住在平原，客家人住在丘陵，因此他們渡臺時，也依照原鄉的生活方式在臺居住。惟事實上漳州、泉州都有內山和濱海縣分，也有不少客家人住在閩、粵濱海地區。

#### 外省人
所謂之「外省人」一詞，是相對性的區分說法，其同「本省人」一詞相對。該詞彙，是指在1945年10月的中華民國國民政府接收臺灣至1955年2月的中華民國國軍實行大陳島撤退計畫之間，自中國大陸渡海遷臺者，其特別是指在1949年以後跟隨中華民國政府遷臺的原本中國大陸的各省人民。他們早期多聚居於各縣市眷村，此後散居於臺灣各地。其語言除原鄉語言外，主要使用現代標準漢語。至於金門、馬祖、烏坵等地，因劃分屬於「福建省」，甲午戰爭後也從未隨著臺灣、澎湖被割讓與日本，一直繼續由清朝及中華民國統治，故該地人民不被認為是本省人。

##### 金門人（漢族閩南民系）
居住在福建金門縣地區，其語言使用閩南話泉州話的次方言金門話。

##### 烏坵人（漢族莆仙民系）
或稱興化人、莆仙人。烏坵人原居於福建莆田，國共內戰時定居於烏坵，現多數居於臺灣，其語言使用莆仙語烏坵話和閩南語台灣話。

##### 馬祖人（漢族福州民系）
或稱閩東人、福州人。居住在福建連江縣馬祖地區，其語言使用閩東語福州話次方言馬祖話。

#### 在臺大陸少數民族
於1949年後，有在臺大陸少數民族跟隨國民政府而遷移至臺灣，例如，蒙族、藏族、滿族、回族等民族。他們亦經常被視為外省人的一分子。於1959年藏區騷亂後，亦有若干藏人赴臺。1961年，當位在中國、泰國、緬甸等國家邊界的少數軍隊要遷移至臺灣時，他們在當地的雲南各民族的配偶家屬也一同來到南投、高雄、屏東。至今日，當地仍有擺夷族、哈尼族、傈僳族等之後裔。例如，屏東縣里港鄉的信國一村。

##### 滿族
除了清朝即有自中國大陸遷徙到彰化的女真後裔粘姓之外，在第二次國共內戰中，亦有若干滿族，跟隨國民政府遷移至臺灣。知名人士包括金溥聰、作家曹又方、演員胡茵夢、畫家溥心畬等，而齊豫、齊秦姊弟則有一半滿族血統。

##### 蒙族
知名人士包括女作家席慕蓉、演員乾德門等。

##### 藏族
知名人士包括覺安慈仁等。

##### 維吾爾族
跟隨國民政府遷移至臺灣的維吾爾族，有堯樂博士、堯道宏、阿不都拉等人。知名人士還包括因曾任六四事件學生領袖之一而流亡來台的吾爾開希，為臺灣新住民，而歌手張韶涵則有四分之一的維吾爾血統。

##### 回族與畲族
許多源自於浙江省、福建省、廣東省的畲族，以及來自中國大陸各地的穆斯林也來到台灣，其語文多完全在地化，例如雲林縣崙背鄉的枋南村、彰化縣鹿港鎮的郭厝里、新竹縣湖口鄉的湖口村。

在法律上，回民的定義，為「內地生活習慣特殊之國民」。在明末清初時期，福建沿岸的穆斯林家族遷移至鹿港或台西等地，例如鹿港的丁家，但今日只有少數人仍堅持信仰伊斯蘭教。1949年前後，陸續有兩萬多穆斯林從中國大陸遷移來台，著名的人士為白崇禧、西北馬氏軍閥等，其自我認同為漢人穆斯林。

##### 滇緬少數民族
在法律上，滇緬少數民族的定義，為「邊疆地區土著民族」。遷移到台灣的有納西族、拉祜族（儸黑、洛黑、倮黑）、白族、景頗族、傣族（擺夷）、壯族（央族）、佤族、哈尼族（阿卡、阿佧）、苗族、瑤族（傜族）、傈僳族、侗族、彜族等。

### 新住民
於近年來，在臺灣社會中，來自於東南亞地區的人民逐漸增加。其中，亦包含了長期定居的外籍配偶與外籍勞工。因此，即有學者主張新的族群分類。他們即被稱為「新移民」或是「新住民」。

## 血統爭議
根據馬偕醫院醫師林媽利教授的研究，臺灣漢族中的閩南人及客家人中有許多是滿清時被漢化的平埔族，推測大多數人可能帶有臺灣原住民各族及或東南亞島嶼族群的基因，此外通婚取得耕地情況常見，如中國大陸南方百越混居，臺灣有90%以上的人也帶有百越基因，林媽利據此提出「臺灣是個族群的大鎔爐」，她於2007年的DNA研究顯示，全臺各族群比率約為：閩南族群73.5％，客家人17.5％，一九四五年之後遷台的外省族群7.5％，原住民佔1.5％。

人類學博士陳叔倬，以及人類學研究所碩士段洪坤，共同在《台灣社會研究季刊》上撰文《平埔血源和台灣國族血統論》，對林媽利的研究方法提出了三點質疑：
1. 數據前後矛盾。在人類組織抗原方面，林媽利所聲稱的台灣人體內單倍型來自原住民的比例從13%（2000-2001年）變到52%（2007年）；在線粒體DNA方面，則是由26%（2006年）變到47%（2007年）。
2. 歸類標準有選擇性。在林媽利的研究中，判定“原住民血統”時使用了“絕對寬鬆標準”，只要研究對象的母系血緣、父系血緣、組織抗原這三個基因系統中有一與原住民相同，則被歸類於“原住民血統”之列，但對“漢族血統”的判定卻相當嚴苛，必須三個基因系統都不含原住民基因才能納入漢族範疇。若用同一標準衡量原住民血統和漢族血統，則可得90%的台灣人有亞洲大陸血統，而85%的台灣人有原住民血統，但林媽利只選擇性公佈了後者。
3. 歸類方法不準確。如上所述，林媽利評判時的判定標準是“基因系統有無原住民基因”，而非“原住民基因比例是否比漢族高”，以提高“原住民血統”比例。但人類基因上萬，若依此“絕對寬鬆”標準，只要多檢測幾個基因系統，“原住民血統”的估算比例可以升到99.99%，但若按同一標準衡量“漢族血統”，估算比例達到99.99%的速度更快，所以全無意義。

對此，林媽利撰文《再談85%帶原住民的基因》回應陳叔倬、段洪坤的上述質疑。

針對林媽利的回應，陳叔倬、段洪坤於《台灣社會研究季刊》發表《台灣原住民祖源基因檢驗的理論與統計謬誤》，他們指出林媽利選擇性迴避他們的質疑，卻花大量篇幅提出無關原文內容的問題，又指出文中並未回答兩人的問題，而林媽利僅質疑其動機是否有宣揚漢族血統論的政治意圖，要求林媽利正面回應。他們討論了追溯祖源基因檢測是否符合科學原理，指出“基因溯祖”方法不可能準確，也引用Brodwin、Bolnick等學者的論點，指出追溯祖源基因檢測不單是科學研究也同樣的會影響政治政策。葉高華指出，在研究中，只要受試者自稱為平埔族人（無論是否真的有平埔族血統），林媽利就會將之置於平埔族樣本列中，而不需做進一步確認。

## 統計
| 省份 | 福建省    | 福建省 | 福建省    | 福建省 | 福建省 | 福建省 | 福建省 | 廣東省  | 廣東省  | 廣東省  | 其它府州 |
| ---- | --------- | ------ | --------- | ------ | ------ | ------ | ------ | ------- | ------- | ------- | -------- |
| 府州 | 泉州府    | 永春州 | 漳州府    | 汀州府 | 龍巖州 | 福州府 | 興化府 | 潮州府  | 嘉應州  | 惠州府  |          |
| 人口 | 1,681,400 | 20,500 | 1,319,500 | 42,500 | 16,000 | 27,200 | 9,300  | 134,800 | 296,900 | 154,600 | 48,900   |
| 比率 | 44.8%     | 0.5%   | 35.2%     | 1.1%   | 0.4%   | 0.7%   | 0.2%   | 3.6%    | 7.9%    | 4.1%    | 1.3%     |

| 族群                   | 1905年    | 1905年    | 1920年    | 1920年    | 1930年    | 1930年    | 1940年    | 1940年    | 1956年    | 1956年    | 1966年     | 1966年     |
| 族群                   | 人數      | %         | 人數      | %         | 人數      | %         | 人數      | %         | 人數      | %         | 人數       | %          |
| ---------------------- | --------- | --------- | --------- | --------- | --------- | --------- | --------- | --------- | --------- | --------- | ---------- | ---------- |
| 本島福建漢人           | 2,492,784 | 82.0      | 2,851,353 | 78.0      | 3,469,837 | 77.7      | 4,465,384 | 76.0      | 6,913,631 | 74.2      | 9,497,271  | 71.2       |
| 清國人／中國人／外省人 | 8,973     | 0.3       | 24,271    | 0.7       | 不適用    |           | 46,497    | 0.8       | 928,279   | 10.0      | 1,949,786  | 14.6       |
| 本島廣東漢人           | 397,195   | 13.1      | 519,770   | 14.2      | 648,700   | 14.1      | 830,361   | 14.1      | 1,227,745 | 13.2      | 1,614,132  | 12.1       |
| 生蕃／高砂族／高山族   | 36,363    | 1.2       | 46,255    | 1.3       | 141,711   | 3.1       | 156,410   | 2.7       | 194,765   | 2.1       | 253,846    | 1.9        |
| 熟蕃／平埔族           | 46,432    | 1.5       | 48,894    | 1.3       | 53,947    | 1.2       | 58,160    | 1.0       | 27,009    | 0.3       | 12,882     | 0.1        |
| 本島其他漢人           | 506       | 0.0       | 235       | 0.0       | 235       | 0.0       | 276       | 0.0       | 16,770    | 0.2       | 12,381     | 0.1        |
| 內地人／日本人         | 57,335    | 1.9       | 164,266   | 4.5       | 228,276   | 5.0       | 312,332   | 5.3       | 786       | 0.0       | 1,650      | 0.0        |
| 朝鮮人／韓國人         | 18        | 0.0       | 69        | 0.0       | 901       | 0.0       | 2,422     | 0.0       | 459       | 0.0       | 593        | 0.0        |
| 其他外國人             | 145       | 0.0       | 195       | 0.0       | 48,930    | 1.1       | 242       | 0.0       | 1,868     | 0.0       | 5,555      | 0.0        |
| 總計                   | 3,039,751 | 3,039,751 | 3,655,308 | 3,655,308 | 4,592,537 | 4,592,537 | 5,872,084 | 5,872,084 | 9,311,312 | 9,311,312 | 13,348,096 | 13,348,096 |

| 民族     | 1956年  | 1956年  | 1966年  | 1966年  | 2000年  | 2000年  | 2010年  | 2010年  |
| 民族     | 人數    | %       | 人數    | %       | 人數    | %       | 人數    | %       |
| -------- | ------- | ------- | ------- | ------- | ------- | ------- | ------- | ------- |
| 阿美族   | 73,871  | 33.3    | 100,004 | 37.5    | 148,568 | 37.5    | 186,604 | 36.6    |
| 排灣族   | 40,041  | 18.1    | 49,213  | 18.5    | 70,168  | 17.7    | 89,821  | 17.6    |
| 泰雅族   | 45,750  | 20.6    | 56,817  | 21.3    | 91,700  | 23.1    | 80,961  | 15.9    |
| 布農族   | 18,577  | 8.4     | 26,099  | 9.8     | 40,926  | 10.3    | 52,353  | 10.3    |
| 太魯閣族 | 不適用  |         | 不適用  |         | 不適用  |         | 26,662  | 5.2     |
| 卑南族   | 6,363   | 2.9     | 6,565   | 2.5     | 9,571   | 2.4     | 12,156  | 2.4     |
| 魯凱族   | 3,110   | 1.4     | 5,919   | 2.2     | 12,057  | 3.0     | 12,069  | 2.4     |
| 賽德克族 | 不適用  |         | 不適用  |         | 不適用  |         | 7,083   | 1.4     |
| 鄒族     | 2,906   | 1.3     | 3,656   | 1.4     | 6,159   | 1.6     | 6,751   | 1.3     |
| 賽夏族   | 2,313   | 1.0     | 3,099   | 1.2     | 5,300   | 1.3     | 5,964   | 1.2     |
| 雅美族   | 1,834   | 0.8     | 2,474   | 0.9     | 3,866   | 1.0     | 不適用  |         |
| 其他     | 27,009  | 12.2    | 12,882  | 4.8     | 8,217   | 2.1     | 29,154  | 5.7     |
| 總計     | 221,774 | 221,774 | 266,728 | 266,728 | 396,532 | 396,532 | 509,578 | 509,578 |

- 2004年太魯閣族自泰雅族分出；2008年賽德克族自泰雅族分出。

| 本籍             | 1956年    | 1956年    | 1966年     | 1966年     | 1980年     | 1980年     | 1990年     | 1990年     |
| 本籍             | 人數      | %         | 人數       | %          | 人數       | %          | 人數       | %          |
| ---------------- | --------- | --------- | ---------- | ---------- | ---------- | ---------- | ---------- | ---------- |
| 臺灣             | 8,379,920 | 90.0      | 11,390,512 | 85.3       | 15,333,956 | 85.3       | 17,559,334 | 86.6       |
| 福建             | 142,520   | 1.5       | 248,188    | 1.9        | 354,850    | 2.0        | 414,163    | 2.0        |
| 廣東、廣州       | 93,431    | 1.0       | 208,335    | 1.6        | 288,141    | 1.6        | 308,762    | 1.5        |
| 山東、青島       | 95,845    | 1.0       | 221,106    | 1.7        | 305,369    | 1.7        | 304,652    | 1.5        |
| 江蘇、上海、南京 | 124,506   | 1.3       | 233,331    | 1.7        | 295,026    | 1.6        | 296,274    | 1.5        |
| 浙江             | 114,830   | 1.2       | 203,471    | 1.5        | 255,294    | 1.4        | 247,657    | 1.2        |
| 湖南             | 54,154    | 0.6       | 134,733    | 1.0        | 182,679    | 1.0        | 182,310    | 0.9        |
| 河南             | 41,674    | 0.4       | 102,140    | 0.8        | 137,496    | 0.8        | 137,830    | 0.7        |
| 安徽             | 44,533    | 0.5       | 100,126    | 0.8        | 132,079    | 0.7        | 132,097    | 0.7        |
| 四川、重慶       | 37,363    | 0.4       | 97,914     | 0.7        | 127,051    | 0.7        | 125,088    | 0.6        |
| 中國大陸其他地區 | 179,423   | 1.9       | 400,442    | 3.0        | 537,167    | 3.0        | 546,247    | 2.7        |
| 外國             | 3,113     | 0.0       | 7,798      | 0.1        | 19,689     | 0.1        | 31,212     | 0.2        |
| 總計             | 9,311,312 | 9,311,312 | 13,348,096 | 13,348,096 | 17,968,797 | 17,968,797 | 20,285,626 | 20,285,626 |

| 國籍                   | 1956年    | 1956年    | 1966年     | 1966年     | 1975年     | 1975年     | 2000年     | 2000年     | 2010年     | 2010年     |
| 國籍                   | 人數      | %         | 人數       | %          | 人數       | %          | 人數       | %          | 人數       | %          |
| ---------------------- | --------- | --------- | ---------- | ---------- | ---------- | ---------- | ---------- | ---------- | ---------- | ---------- |
| 本國籍                 | 9,308,199 | 100.0     | 13,340,298 | 99.9       | 16,191,609 | 99.9       | 21,826,809 | 98.2       | 22,491,484 | 97.6       |
| 印度尼西亞             |           |           |            |            | 432        | 0.0        | 74,253     | 0.3        | 163,794    | 0.7        |
| 越南                   | 16        | 0.0       | 172        | 0.0        | 119        | 0.0        | 25,875     | 0.1        | 103,495    | 0.4        |
| 中國大陸、 香港、 澳門 |           |           |            |            |            |            | 14,943     | 0.1        | 87,719     | 0.4        |
| 菲律賓                 | 110       | 0.0       | 341        | 0.0        | 365        | 0.0        | 95,483     | 0.4        | 81,410     | 0.4        |
| 泰國                   | 4         | 0.0       | 204        | 0.0        | 556        | 0.0        | 143,407    | 0.6        | 71,764     | 0.3        |
| 日本                   | 786       | 0.0       | 1,650      | 0.0        | 4,226      | 0.0        | 11,487     | 0.1        | 12,101     | 0.1        |
| 美国                   | 1,016     | 0.0       | 2,641      | 0.0        | 3,638      | 0.0        | 9,260      | 0.0        | 10,882     | 0.0        |
| 马来西亚               | 不適用    |           | 554        | 0.0        | 2,070      | 0.0        | 6,632      | 0.0        |            |            |
|                        | 459       | 0.0       | 593        | 0.0        | 558        | 0.0        |            |            |            |            |
| 總計                   | 9,311,312 | 9,311,312 | 13,348,096 | 13,348,096 | 16,206,183 | 16,206,183 | 22,226,879 | 22,226,879 | 23,052,041 | 23,052,041 |

### 延伸閱讀
- Matsuoka, Tadasu. . 翻譯：周俊宇. 台北市: 國立臺灣大學出版中心. 2018. ISBN 978-986-350-273-9. OCLC 1051781109 （中文）.